# The Cunningham Company
The Cunningham Company war ein US-amerikanischer Hersteller von Automobilen.

## Unternehmensgeschichte
Briggs S. Cunningham III., ein Nachkomme von Briggs Cunningham, gründete das Unternehmen am 20. Dezember 1996 im Bundesstaat Washington. Andere Quellen nennen Lime Rock in Connecticut. 1997 begann die Produktion von Automobilen. Der Markenname lautete Cunningham, genau wie bei den Fahrzeugen von B. S. Cunningham. 2000 endete die Produktion. Am 24. März 2003 wurde das Unternehmen aufgelöst.
Außerdem ist die Niederlassung Cunningham Historic Motor Car Company in Litchfield in Connecticut ab dem 6. Juli 1998 überliefert, deren Spur sich nach 2002 verliert.

## Fahrzeuge
Das einzige Modell war die Nachbildung des Cunningham C4-R. Dies waren Rennsportwagen. Die Karosserie bestand aus Aluminium. Ein V8-Motor von Chrysler trieb die Fahrzeuge an.